# Lo sposo di tre e marito di nessuna
Lo sposo di tre e marito di nessuna è un'opera buffa in due atti di Luigi Cherubini su libretto di Filippo Livigni.
Fu rappresentata per la prima volta nel novembre 1783 al Teatro San Samuele di Venezia ricevendo un grande successo. In seguito ripresa in altri palcoscenici, spesso con opportune revisioni.
L'unica opera buffa di Cherubini scritta per un palcoscenico veneziano, Lo sposo di tre e marito di nessuna fu composta con uno stile affine a quello dei lavori teatrali di Giovanni Paisiello, la quale presenta una prodigiosa musicalità, nonché un senso d'umore, soprattutto nei pezzi d'assieme. Il lavoro tratta della storia di un matrimonio non riuscito, costruita su inganni, mascheramenti, equivoci e comicità.

## Interpreti della prima rappresentazione
| Personaggio    | Interprete         |
| -------------- | ------------------ |
| Donna Lisetta  | Maddalena Granati  |
| Don Martino    | Michele Casolli    |
| Don Pistacchio | Luigi Raffanelli   |
| Donna Rosa     | Annunziata Boscoli |
| Don Simone     | Giuseppe Scardovi  |
| Bettina        | Marianna Molz      |
| Folletto       | Gaetano Clerico    |

## Trama
La scena si finge nelle vicinanze di Napoli.

### Atto I
Sono in corso i preparativi per il matrimonio tra il barone Don Pistacchio e Donna Rosa. Giungono in paese anche la baronessa Donna Lisetta e suo fratello Don Martino. Don Martino si finge ambasciatore mandato da Donna Rosa e, approfittando del fatto che Don Pistacchio non ha mai visto la sua promessa sposa, gli mostra un'immagine di Donna Lisetta dicendogli che si tratta di Donna Rosa. Martino spera così di far sposare la sorella col ricco barone e di poter corteggiare Donna Rosa.
Le cose si complicano quando Donna Rosa giunge in paese e, dopo essersi presentata a Simone, zio di Don Pistacchio, assiste al corteggiamento di Don Pistacchio a Donna Lisetta. Ne nasce un'accesa discussione durante la quale Martino è costretto ad ammettere di avere mostrato a Don Pistacchio il ritratto di Donna Lisetta. Lisetta però non vuole rinunciare al diritto che credeva di avere acquisito verso Don Pistacchio, e l'atto si conclude con un litigio ancora più furioso.

### Atto II
Don Pistacchio sospende le nozze e decide di consultare due celebri avvocati per sapere come comportarsi. I due avvocati giungono presto, ma non sono altri che Donna Lisetta e Don Martino camuffati: dopo la consultazione Don Pistacchio è ancora più confuso. Si giunge persino a consultare la Sibilla Cumana: il responso però viene emesso dal saltimbanco Folletto, appositamente corrotto, che annuncia che Don Pistacchio deve restare solo e non si deve sposare. Don Pistacchio indispettito prende a corteggiare Bettina, la compagna di Folletto.
Intanto anche Simone si è messo a corteggiare Donna Rosa: lei finge di accettare e si organizza un banchetto nuziale. Don Pistacchio, apprendendo, la notizia da Donna Lisetta, si dimentica di Bettina e ricomincia a corteggiare Donna Lisetta, poi tutti si recano alla festa. Qui Donna Rosa rifiuta la proposta di Simone e si concede  invece a Don Martino; Donna Lisetta, ormai decisa a lasciare perdere lo sciocco Don Pistacchio, si concede a Simone; Don Pistacchio torna allora da Bettina, ma lei non ama che Folletto. Don Pistacchio, che aveva sperato di essere sposo di tre, si trova infine marito di nessuna.

## Rappresentazione in tempi moderni e registrazione
Quest'opera in tempi moderni fu messa per la prima volta in scena e registrata il 24 luglio 2005 al Festival della Valle d'Itria a Martina Franca: Maria Laura Martorana (Donna Lisetta), Emanuele D'Aguanno (Don Martino), Giulio Mastrototaro (Don Pistacchio), Anna Rosa Peraino (Donna Rosa), Vito Priante (Don Simone), Rosa Sorice (Bettina), Gabriele Ribis (Folletto) - Direttore: Dmitrij Jurovskij - Orchestra Internazionale d'Italia - CD: Dynamic CDS 503/1-2